# Rise or Die Trying
Rise or Die Tryng é o segundo álbum de estúdio da banda Four Year Strong. Chegou ao #31 lugar na Billboard Top Heatseekers em 2007.

## Faixas
1. The Take Over
2. Prepare To Be Digitally Manipulated
3. Abandon Ship Or Abandon All Hope
4. Heroes Get Remembered, Legends Never Die
5. Wrecked 'Em? Damn Near Killed 'Em
6. Catastrophe
7. Men Are From Mars, Women Are From Hell
8. Bada Bing! Wit' A Pipe!
9. Beatdown In The Key Of Happy
10. If He's Here, Who's Runnin' Hell?
11. Maniac (R.O.D.)

## Autralia e japão B-side
1. So Hot And You Sweat On It

## UK B-sides
1. Beep Beep
2. Gotta Get Out

## Banda
- Dan O'Connor – vocais, guitarra
- Alan Day – vocais, guitarra
- Joe Weiss – baixo
- Jackson Massucco – bateria, percussão
- Josh Lyford – sintetizador

## Participação
- Matt Robnet – vocais de fundo
- Brooks Plummer – vocais de fundo
- Nich Hanterelis – vocais de fundo